# Avenue Kléber
Koordinaten: 48° 52′ 11″ N, 2° 17′ 32″ O
Die Avenue Kléber ist eine Straße im 16. Arrondissement von Paris.

## Lage
Die 1.135 Meter lange und 36 Meter breite Straße verläuft von der Place Charles de Gaulle mit dem Triumphbogen bis zur Place du Trocadéro.
Direkt unter der Avenue Kléber verläuft die Metrolinie   mit zwei Stationen am Anfang (Charles de Gaulle – Étoile) und Ende (Trocadéro) der Straße sowie zwei Stationen direkt unter derselben: Kléber und Boissière. Außerdem verkehren die Buslinien  RATP 22, 30, N53, 82 in der Straße.

## Namensursprung
Die Straße trägt ihren Namen zu Ehren des Revolutionsgenerals Jean-Baptiste Kléber (1753–1800), der unter Napoléon Bonaparte (1769–1821) zum Oberbefehlshaber von Ägypten eingesetzt wurde, in dessen Hauptstadt Kairo er am 14. Juni 1800 ermordet wurde. Bevor die Straße durch einen Erlass mit Wirkung vom 16. August 1879 ihren heutigen Namen erhielt, hieß sie Avenue du Roi de Rome. Mit dieser Bezeichnung wurde Napoléon II. (1811–1832) geehrt, der von seinem Vater bereits kurz nach seiner Geburt zum „König von Rom“ ernannt worden war.

## Geschichte

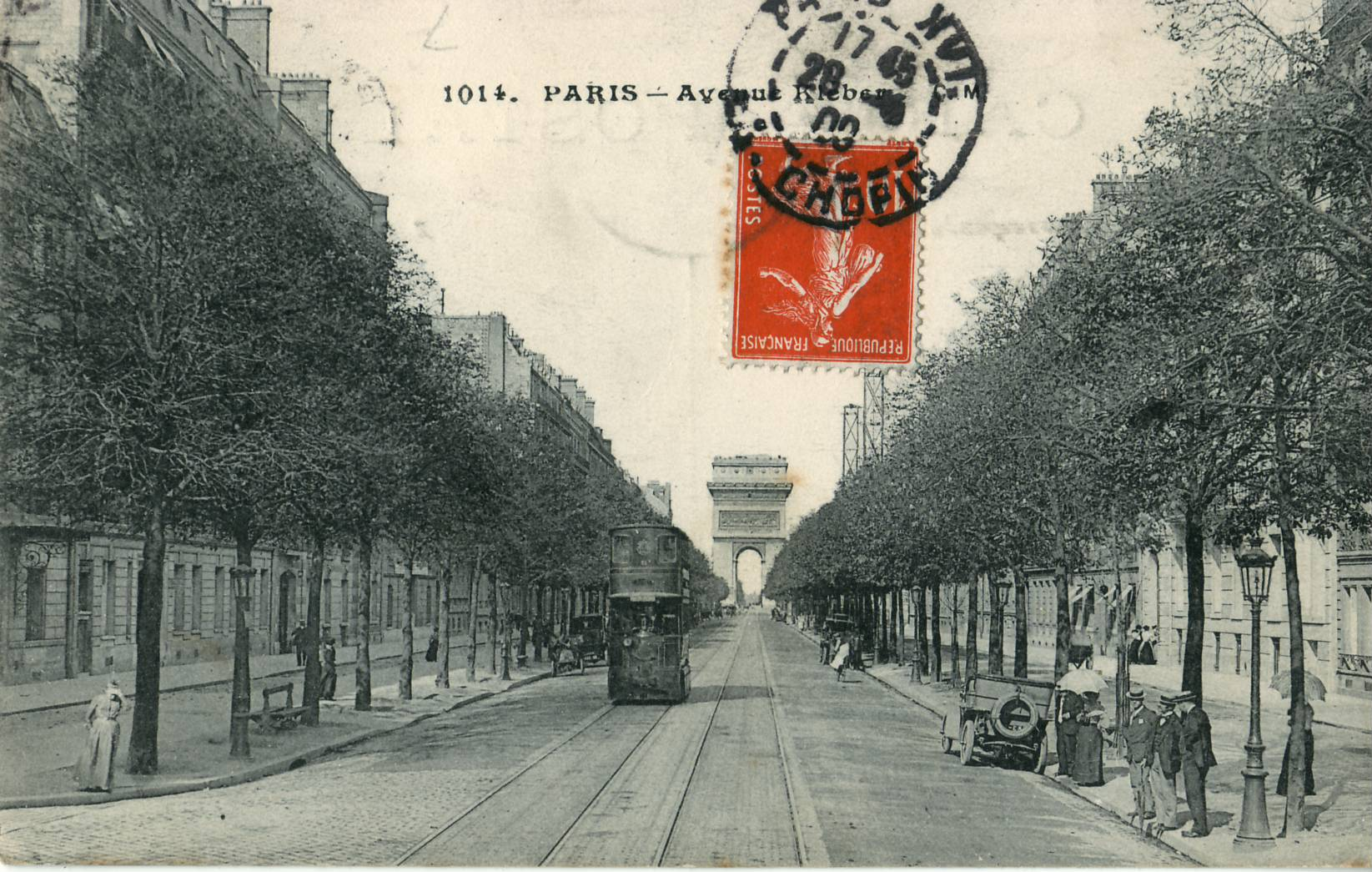
Avenue Kléber, tramways der CGO, Vorgänger der RATP.

Die Avenue verdankt ihre Entstehung der Errichtung des äußeren Boulevard an der Zollmauer (französisch mur d’octroi) durch Erlass vom 16. Februar 1789. Damit lag der Boulevard auf dem Gebiet der ehemaligen Gemeinde Passy bis zu deren Annexion durch Paris (1860); die Straße wurde offiziell am 23. Mai 1863 in das Pariser Straßennetz aufgenommen.

Entwicklung der Trasse der Avenue Kléber
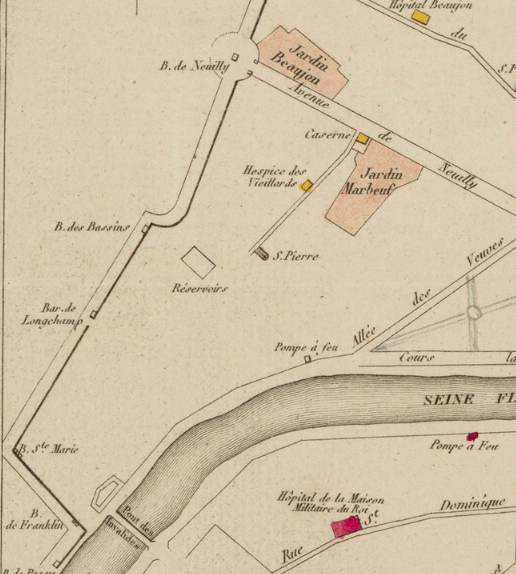
Straßenführung der Avenue Kléber entlang der Zollmauer
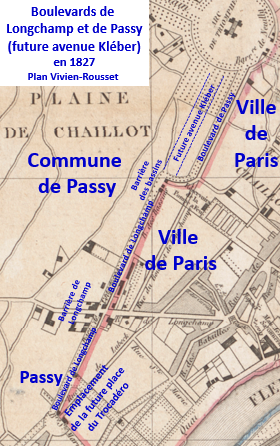
Boulevards von Longchamp und von Passy in 1827
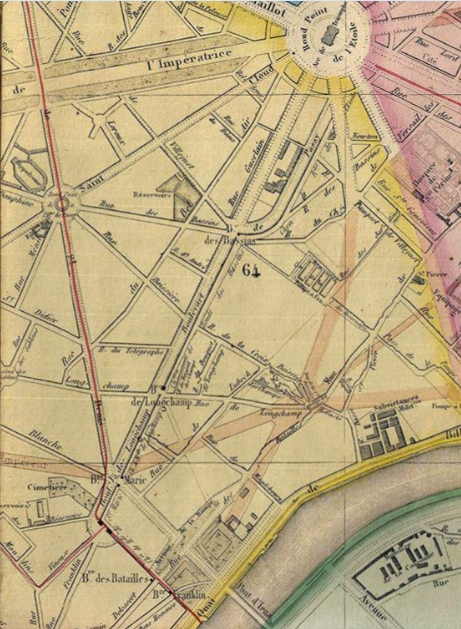
1860 mit der Mauer und der Rue Guerlain während des Abriss

Das französische Unternehmen BF Goodrich, das 1911 eine Reifenfabrik in Colombes gründete, wurde 1945 in Kléber-Colombes und 1962 in Kléber umbenannt, nachdem sein Hauptsitz in der Avenue Kléber eingerichtet worden war. Das Unternehmen wurde 1981 von Michelin übernommen.

## Sehenswürdigkeiten

### Das Hotel Majestic

Das Haus, das 1906 abgerissen wurde und dem späteren Hotel Majestic Platz machte

Der russische Sammler Alexander Basilewski ließ 1864 an der Stelle der heutigen Nummer 19 ein luxuriöses Haus errichten, das zunächst die Bezeichnung Hôtel Basilewski (Haus Basilewski) trug. Nachdem die spanische Königin Isabella II. (1830–1904) im September 1868 abgesetzt worden war, floh sie nach Frankreich und erwarb das Haus, das fortan Palais de Castille (Palast von Kastilien) genannt wurde. Am 25. Juni 1870 entsagte sie der Krone offiziell zugunsten ihres Sohns Alfons XII. (1857–1885), der 1875 nach Wiedereinsetzung der Monarchie den Thron bestieg. Hierauf kehrte Isabella nach Spanien zurück und lebte teils dort, teils in Paris, wo sie am 9. April 1904 starb.
Das Haus wurde 1906 abgerissen und an seiner Stelle entstand das Hôtel Majestic (Hotel Majestic); eine Luxusunterkunft, die sich heute in der benachbarten Rue Dumont d'Urville befindet. Während der deutschen Besatzung in Frankreich im Zweiten Weltkrieg von 1940 bis 1944 war hier das Hauptquartier des Militärbefehlshabers Frankreich (MBF) und seiner zentralen Abteilungen. Der MBF ließ neben dem Hotel einen Hochbunker bauen; dieser wurde nach dem Krieg abgerissen.
Nach dem Zweiten Weltkrieg diente das Hôtel Majestic seit dem 16. September 1946 dann als Sitz der UNESCO. Diese zog im Spätsommer 1958 in ihren neuen Hauptsitz an der 'Place de Fontenoy' um. Von 1958 bis 1960 wurde das Gebäude vom Architekten Jaques Carlu im Auftrag des französischen Außenministeriums zum internationalen Konferenzzentrum umgebaut. Nach dem Kauf der Immobilie im April 2008 durch Quatari Diar wurde das Gebäude wieder ein Luxushotel. Es wurde im August 2014 als Hotel The Peninsula Paris eröffnet.

#### DasandereHotel Majestic
Die Handlung seines Romans Maigret und die Keller des Majestic lässt Georges Simenon (1903–1989), der insgesamt 75 Maigret-Romane verfasst hat, in einem Hotel Majestic in Paris spielen, das allerdings nicht identisch mit dem tatsächlich existierenden Hotel in der Avenue Kléber ist. Sein Hotel befand sich an der Avenue des Champs-Élysées – eine andere Pariser Prachtstraße, die ebenfalls mit der Place Charles de Gaulle verbunden ist und sich (von dort aus betrachtet) 90 Grad links vom Beginn der Avenue Kléber befindet – und war in Wirklichkeit das Hôtel Claridge (unter der dortigen Nummer 74).

### Das Hotel Raphael
Unter Nummer 17 befindet sich das Hotel Raphael, das zu den Leading Hotels of the World zählt und innerhalb der Kategorie dieser Luxushotels im Januar 2008 mit dem Best Recognition Award zum weltweit drittbesten Hotel ausgezeichnet wurde. Im selben Monat wurde seine Bar mit dem Prix Villegiature zur besten Hotelbar Europas gekürt.
Aufgrund dieser hervorstechenden Merkmale verwundert es nicht, dass das Hotel Raphael stets ein beliebter Ort für Prominente aus dem Showbusiness war. So wohnten Ende der 1950er Jahre die Hollywoodgrößen Marlon Brando und Montgomery Clift während der Dreharbeiten zu dem Film Die jungen Löwen ebenso im Hotel Raphael wie das Paar Roberto Rossellini und Ingrid Bergman sowie die Schauspielerin Leslie Caron.

### Weitere nennenswerte Adressen
- Nr. 8: Botschaften von Island
- Nr. 17: Hotel Raphael[6]
- Nr. 19: Ehemals Hôtel Majestic, heute Hotel The Peninsula Paris
- Nr. 50: Botschaften von Peru
- Nr. 52: Hier starb am 7. März 1932 Aristide Briand.[8]
- Nr. 71: Hier lebte der Komponist Henri Busser (1872–1973).[9]
- Nr. 88: Hôtel Baltimore, wo am 31. Oktober 1925 der Stummfilmstar Max Linder mit seiner Frau Selbstmord beging.